# 藩王国

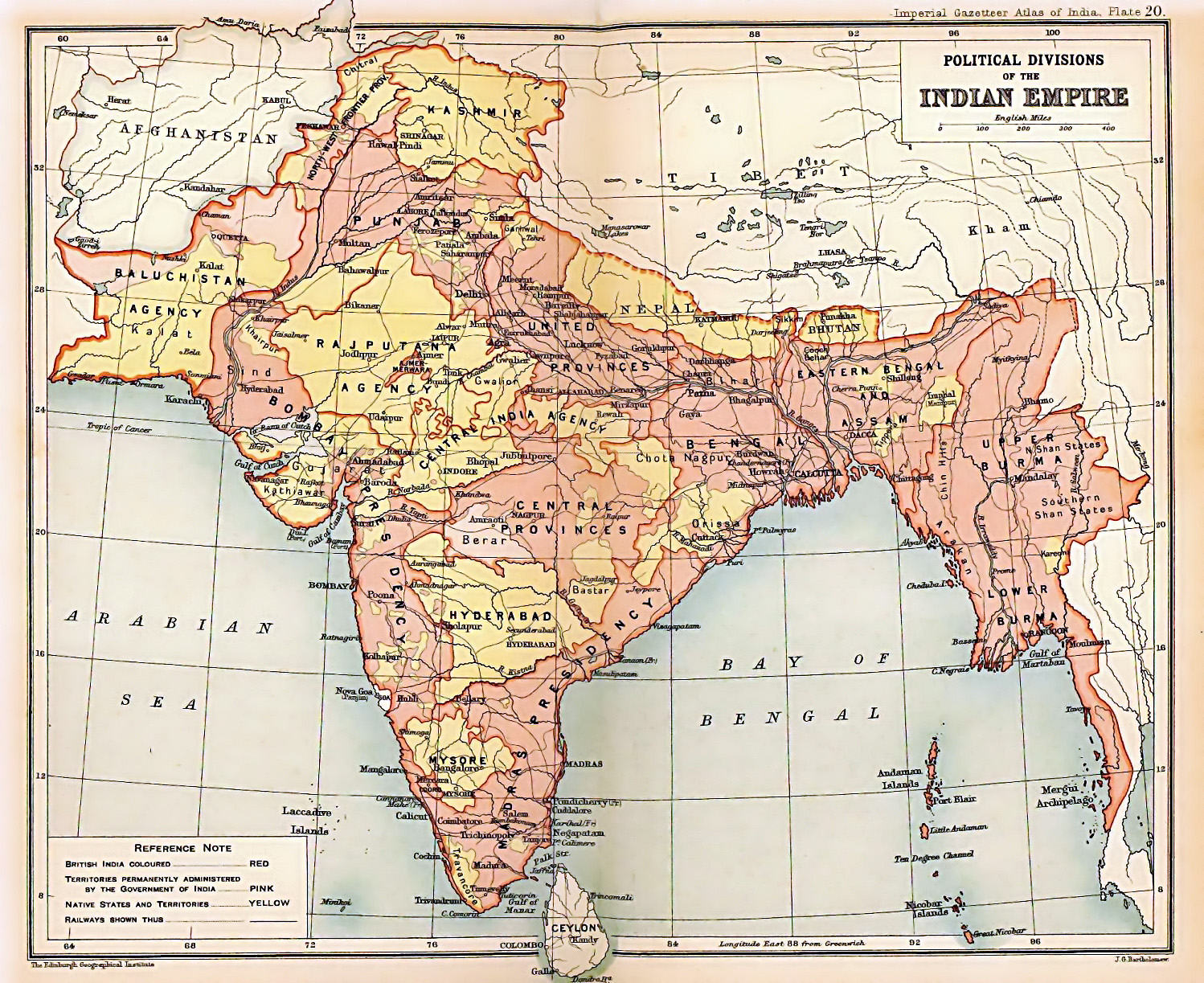
1909年当時のイギリス領インド帝国。イギリスによる直接統治下に置かれた地域はピンク、藩王国、保護国は黄色で示されている。

藩王国（はんおうこく、英語: princely state, native state, Indian state）とは、イギリスが植民地統治していた時代のインド（現在のインド・パキスタン・バングラデシュ、およびミャンマーを含むインド帝国）において、イギリスの従属下で一定の支配権を認められていた藩王（prince）の領国のことである。「土侯国」とも訳される。
ネパール王国とブータン王国はそれぞれグルカ戦争とブータン戦争の結果イギリスの保護国とはなったものの、藩王国としては扱われていない。

## 歴史
その起源は、18世紀初頭にムガル帝国の皇帝アウラングゼーブが死亡して帝国が崩壊したのち、独立した州やその周囲にあった諸領邦のうちで、イギリス東インド会社と軍事保護条約を結び、同盟関係にあった諸国である。
その数は約600あり、広さはニザーム藩王国（ハイダラーバード藩王国）、ジャンムー・カシュミール藩王国のように20万平方キロメートルを超えるものから、数平方キロメートル程度のものまで様々で、総面積は独立前のインド全体の約45%、人口は約24%を占めた。
藩王の称号はさまざまで、ヒンドゥー教徒の場合はマハーラージャ（大王）、ラージャ（王）、デーシュムク（郷主）、タークル（地主）など、ムスリム（イスラーム教徒）ならナワーブ（太守、知事）、ワーリー（支配者）などを称し、ハイダラーバード藩王はムガル帝国時代に由来するニザーム（統治者）を称した。だが、イギリス政府からはいずれも「藩王｣（prince：「諸侯」の意味）と呼ばれた。
藩王国はイギリスとの軍事保護条約により、防衛・外交権を除いた自治権を認められてはいたが、しばしばイギリスが派遣した政治顧問（駐在官）の内政干渉を受けた。
また、インド総督ジェイムズ・ラムゼイ (初代ダルハウジー侯爵)による「失権の原理」（養子相続を認めない藩王国併合政策）の強行により、イギリス領に併合された藩王国も多かった。だが、インド大反乱後は分割統治に利用できる傀儡勢力として一転して保護されるようになった。
そのため当時、藩王国にインド議会の法律は適用されず、藩王たちは自由に統治した。クリシュナ・ラージャ4世やサヤージー・ラーオ・ガーイクワード3世のような名君の統治した極少数の藩王国では近代国家並みに発展したところもある。だが、大半は支配階級の贅沢に国家予算の大部分が使われる時代遅れの体制だった。
同様の支配体制は宗教・文化が異なるミャンマー（ビルマ）でも行なわれ、現在のカレン州、カチン州、シャン州など少数民族の居住地域に藩王国が建国された。
1947年8月15日、インド・パキスタン分離独立の際、数国を除いてほとんどの藩王国はどちらかの国に併合された。帰属を決めかねていた藩王国に関すると、ジュナーガド藩王国の場合はインドがパキスタンの内地になることを恐れ、1947年に強制併合され、翌1948年の住民投票でインドへの帰属が決められている (Indian integration of Junagadh) 。ムスリムの大藩王国であったニザーム藩王国はパキスタン寄りの立場を示したため、ポロ作戦でインドに強制併合されている。カシュミール地方に存在したジャンムー・カシュミール藩王国の帰属問題は、インド・パキスタンの間でカシュミール紛争になり、現在も係争中である。独立に際してインド政府が多くの藩王国を強制的に併合した理由に、19世紀のインド大反乱の際にほとんどが反乱を鎮圧したイギリス側についたことへの報復の意味合いが含まれているとされる。
ミャンマー（ビルマ）の藩王国は、同国の独立後も（同国の政治的混乱もあり）一定の支配力を保ち続けたが、1962年のネ・ウィンによる軍事クーデターでビルマ式社会主義体制が樹立すると、政府軍の実力行使によって支配層から排除された。また、シャン州などの一部の藩王国は、旧ビルマ共産党などの新興の反政府勢力によって駆逐されたものもあった。

## 主な藩王国

### 現・インド
- ニザーム藩王国（ハイダラーバード藩王国）
- アワド藩王国
- グワーリヤル藩王国
- インドール藩王国
- ナーグプル藩王国
- ヴァドーダラー藩王国
- サーターラー藩王国
- コールハプール藩王国
- タンジャーヴール藩王国
- マイソール藩王国
- ジャイプル藩王国
- ウダイプル藩王国
- ジョードプル藩王国
- ビーカーネール藩王国
- ジャイサルメール藩王国
- ブーンディー藩王国
- トラヴァンコール藩王国
- コーチン藩王国
- コダグ藩王国
- バラトプル藩王国
- クーチ・ビハール藩王国
- カッチ藩王国
- ガルワール藩王国
- ジュナーガド藩王国
- プドゥコーッタイ藩王国
- サンバルプル藩王国
- ポールバンダル藩王国
- ボーパール藩王国
- バーンスワーラー藩王国
- ダール藩王国
- デーワース藩王国
- ラームプル藩王国
- ジャーンシー藩王国
- オールチャー藩王国
- バンガナパッレ藩王国
- サヴァヌール藩王国
- カルヌール藩王国
- ムドール藩王国
- カプールタラー藩王国
- パティヤーラー藩王国
- アジャイガル藩王国
- バスタル藩王国
- パタウディー藩王国
- ビルバリ藩王国

### 現・パキスタン
- バハーワルプル藩王国
- カイルプル藩王国
- カラート藩王国
- ラス・ベラ藩王国
- マクラーン藩王国
- アンブ藩王国
- チトラル藩王国
- ディール藩王国
- スワート藩王国
- フンザ藩王国
- ナガル藩王国
- バルーチスターン藩王国
- シンド藩王国
- カラン藩王国
- チョーリスターン藩王国
- シックゥ藩王国

### 現・ミャンマー（ビルマ）
- カンタラワディ藩王国
- カンチ藩王国
- ケントゥン藩王国
- 北センウィー藩王国
- シャン藩王国
- シポー藩王国
- タンペン藩王国
- モゥ藩王国
- モクマイ藩王国
- モンカゥン藩王国
- モンナイ藩王国
- モンパイ藩王国
- モンパウン藩王国
- モンパン藩王国
- モンミッ藩王国
- モンヤイ（南センウィー）藩王国
- モンルン藩王国
- モンロン藩王国
- ヤンウェ藩王国
- ロックソック藩王国

### 紛争地域
- ジャンムー・カシュミール藩王国

## 関連作品
- ディワン・ジャルマニ・ダス 著、佐野光昭 訳『マハラジャ歓楽と陰謀の日々：インド裏面史』荒地出版社、2007年。